# 주휴스턴 퀘벡 정부 대표부
주휴스턴 퀘벡 정부 대표부(프랑스어: Délégation générale du Québec à Houston, 영어: Quebec Government Office in Houston)는 미국 휴스턴 1100 산펠리페가 4265에 위치한 퀘벡 정부 대표부이다. 대표부 지위를 갖고 있는 이 공관은 미국 텍사스주, 루이지애나주, 아칸소주, 오클라호마주를 관할한다.
주휴스턴 퀘벡 정부 대표부는 문화, 예술, 교육 분야에서 캐나다 퀘벡주와 미국 텍사스주, 루이지애나주, 아칸소주, 오클라호마주의 개인·기관과의 교류를 주선하며 퀘벡주와 이들 지역 간의 경제, 문화, 교육, 관광, 투자 활성화에 기여한다. 대표부는 미국에서 사업을 원하는 퀘벡주의 기업들과의 연락을 제공하고 이들 지역의 경제 환경과 최신 동향을 전달하는 역할을 수행한다. 그 외에 미국에서 상호 협력, 파트너 관계를 맺기 원하는 퀘벡주의 정부 부처, 관련 기관 및 단체를 지원한다.

## 같이 보기
- 퀘벡 정부 대표부